# Saleh Ra'fat

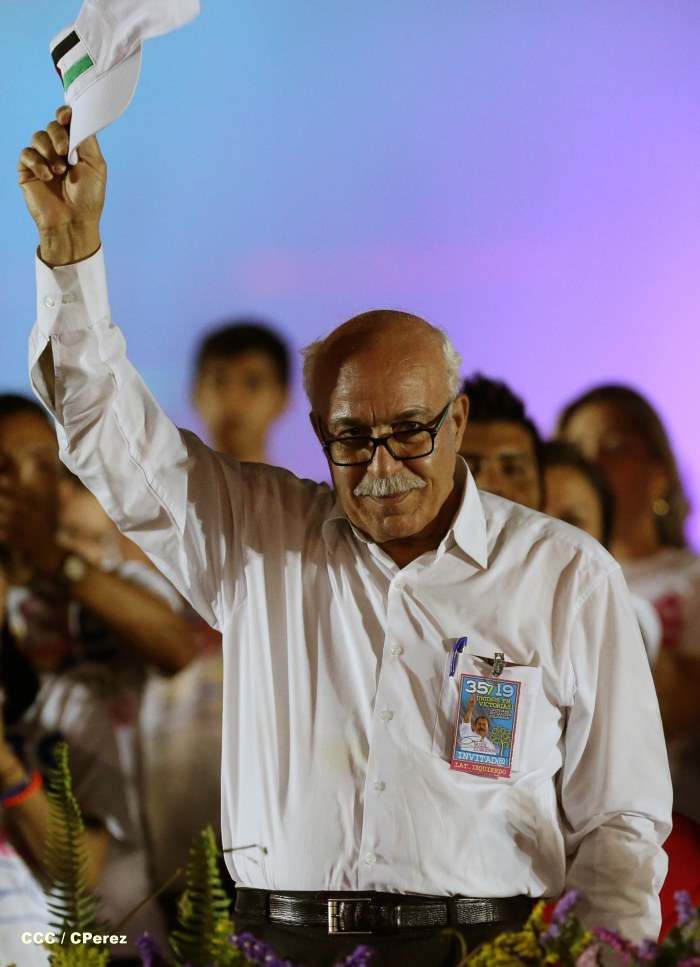
Saleh Ra'fat

Saleh Ra'fat (arabisch صـــالـــح رأفــــت) ist ein palästinensischer Politiker.
Er ist der Generalsekretär der linksgerichteten Partei Palästinensische Demokratische Union (Al-Ittihad al-Dimuqrati al-Filastini, FIDA). Saleh Ra'fat ist Mitglied des Exekutivkomitees der Palästinensischen Befreiungsorganisation (PLO), des PLO-Zentralrats und des Palästinensischen Nationalrats (PNC). Ferner gehört er dem Ausschuss für militärische Angelegenheiten der Palästinensischen Autonomiebehörde an.